# Stictolissonota bimaculata
Stictolissonota bimaculata là một loài tò vò trong họ Ichneumonidae.